# Dějiny Varšavy
Počátky Varšavy, hlavního města Polské republiky, sahají do konce 13. nebo začátku 14. století. O století později se již stala nejvýznamnějším městem nezávislého Mazovského vojvodství, připojeného k Polskému království v r. 1526. Poté, co byl hrad Wawel v Krakově zničen požárem, se v roce 1596 král Zikmund III. Vasa rozhodl učinit z Varšavy hlavní město Polska. Spolu se svým dvorem nakonec přesídlil do Varšavy v r. 1611 a tuto událost dnes připomíná 22 metrů vysoký sloup s královou sochou, nacházející se uprostřed Zámeckého náměstí (Plac Zamkowy).

## Středověk
Gotická Varšava byla zničena požárem v roce 1607. Nahradila ji výstavba v duchu renesance a baroka, kterou však potkal podobný osud během švédské invaze v letech 1655-57. Na královském zámku, sídle polských panovníků, byla přijata Ústava z 3. května 1791 - jednalo se o první akt tohoto druhu v Evropě a druhý na světě (po USA).

## Varšava v Prusku
Brzy nato následovala dělení Polska mezi Prusko, Rusko a Rakousko, kdy byla Varšava spolu s celým Mazovskem zabrána Pruskem. Během napoleonských válek město doufalo ve své osvobození a v roce 1807 bylo ustaveno Varšavské knížectví. Po Napoleonově pádu následovalo na území Mazovska vytvoření tzv. Polského království – jednalo se však o státní útvar naprosto závislý na carském Rusku.

## Listopadové povstání a jeho porážka
V roce 1830 se stala Varšava sídlem tzv. Dočasné vlády. O rok později bylo město samo centrem různých bojů po dobu osmi měsíců. V září 1830 zahájil útok na město ruský generál Ivan Paskevič, a to s cílem Varšavu dobýt a povstání zlomit. Rozdrtil polské povstání (1830–1831) a stal se místodržitelem Polského království. Sejm (senát) a další instituce předchozího státu byly rozpuštěny, byla uzavřena Varšavská univerzita a vybudováno mohutné městské opevnění; nastalo masivní porušťování.

## První světová válka
Od 6. srpna 1915 do 11. listopadu 1918 byla Varšava okupována německými vojsky. Poté, co však došlo v Německu k revoluci, opustil dne 8. listopadu 1918 německý správce města Hans von Beseler potají Varšavu. Dne 10. listopadu 1918 do města dorazil Józef Piłsudski. O den později mu polská regentská rada svěřila správu nad městem.

## Meziválečné období
Po vyhlášení nezávislosti Polska v listopadu 1918 se stala Varšava hlavním městem státu. Po válce však byly možnosti země velmi omezené; město bylo poškozené. V roce 1920 bylo Polsko opět napadeno – tentokrát bolševickým Ruskem. Městu se tehdy podařilo ubránit v bitvě, které se často říká „Zázrak na Visle“.
V polovině 20. let se Varšava rychle rozvíjela. Majetek města se dvojnásobně zvětšil, především díky dolarové půjčce z USA ve výšce 10 milionů dolarů. V letech 1927–1929 bylo vybudováno 71 kilometrů vodovodů, 24 km kanalizační sítě, 48 km tramvajových tratí a 50 km plynového potrubí. Rovněž bylo dokončeno několik tisíc nových bytů. Do roku 1928 se počet školních tříd zvýšil z 37 na 380 a výroba elektrické energie vzrostla z 22 milionů kWh na 100 mil. kWh. V roce 1921 bylo také ve Varšavě otevřeno první letiště, které sloužilo pro civilní dopravu od roku 1925.

## Druhá světová válka

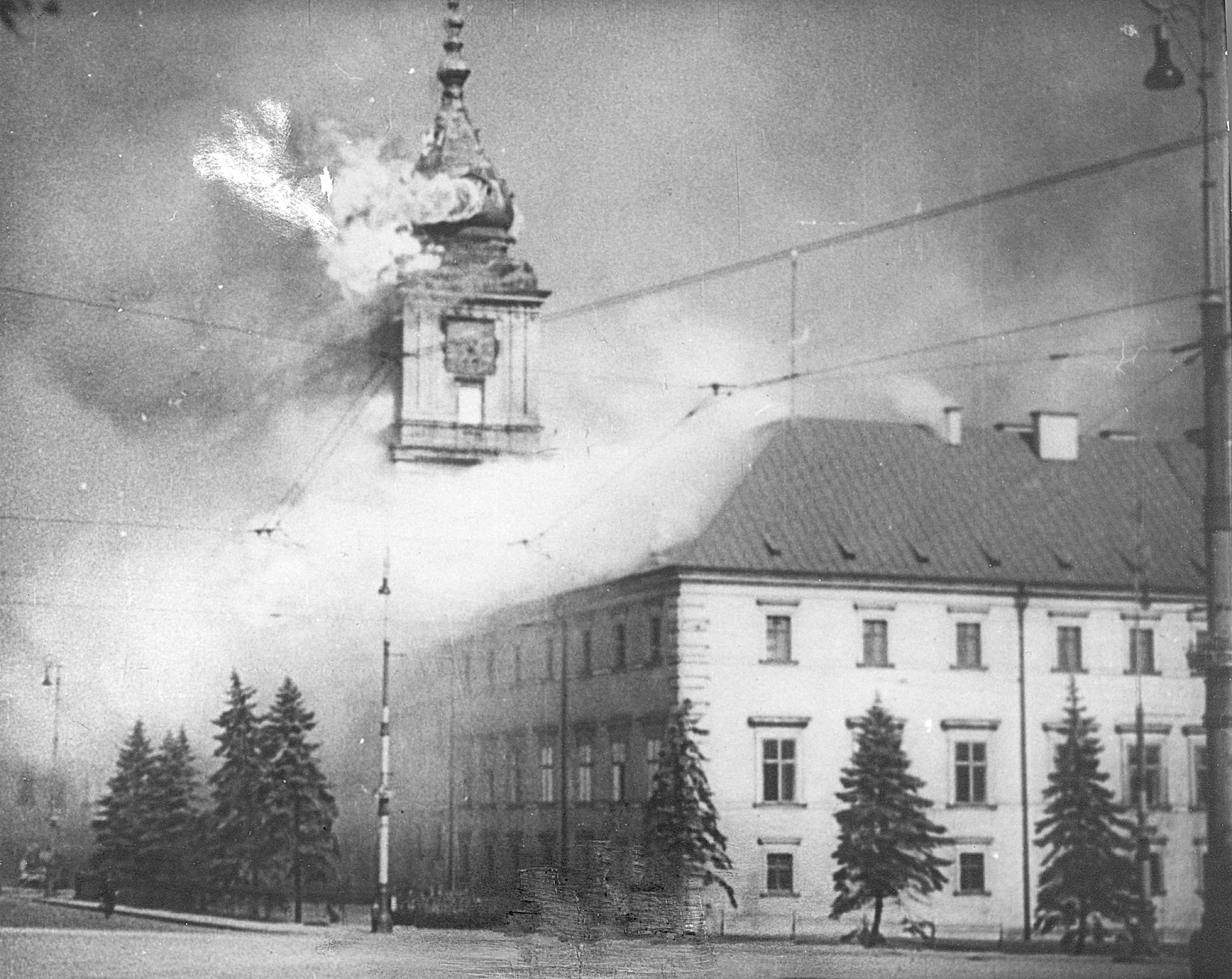
Hořící královský zámek ve Varšavě po německém náletu 17. září 1939.

Po zhruba dvaceti letech polské samostatnosti následovala okupace nacistickým Německem po vypuknutí druhé světové války v září 1939. Dne 1. září 1939 proběhlo první bombardování města Luftwaffe. Státní správa a vojenské velení byly evakuovány z Varšavy v noci z 6. na 7. září 1939. Tehdejší primátor Varšavy Stefan Starzyński vystoupil ostře proti evakuaci a přislíbil, že bude město bráněno vlastními prostředky před postupující německou, případně sovětskou armádou. Německé vojsko obklíčilo Varšavu 14. září 1939 a dne 28. září téhož roku město padlo do německých rukou. Následně byla ve městě podepsána smlouva o přátelství, spolupráci a vymezení demarkační linie mezi nacistickým Německem a SSSR. Varšava se nacházela přesně na hranici mezi oběma zónami; německou a sovětskou.
V roce 1940 zřídili Němci v centru města židovské ghetto. V roce 1943 v něm vypuklo povstání, které však nemělo prakticky žádné vyhlídky na úspěch: jeho obyvatelé byli po měsíci vzdoru poraženi, povražděni a ghetto bylo zlikvidováno. V roce 1944, kdy se blížila sovětská armáda, vypuklo druhé povstání, do kterého se tentokrát zapojilo celé město. Obyvatelé Varšavy však nebyli vlastními silami schopni město osvobodit, Rudá armáda zastavila postup a stahující se německá armáda po sobě zanechala spoušť v podobě 93 % zničené městské zástavby.

## Polsko v sovětském bloku

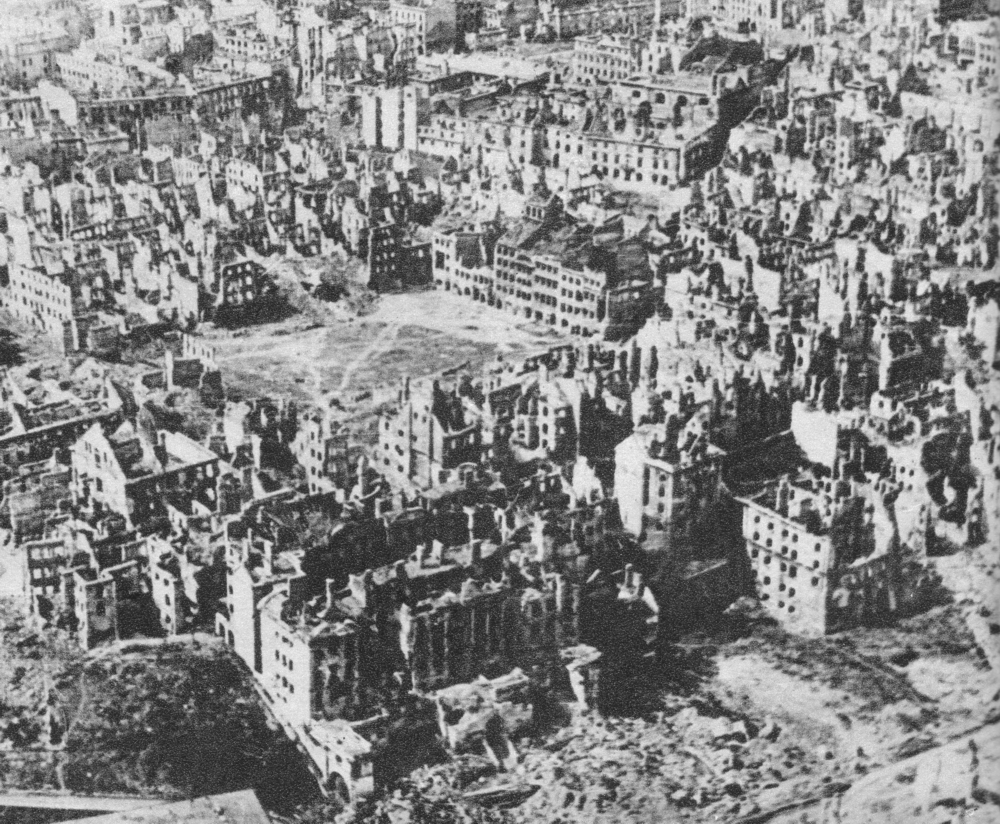
Varšava v roce 1945.

Po válce se Varšava stala hlavním městem jedné ze satelitních zemí sovětského bloku. Od roku 1946 bylo vynaloženo obrovské úsilí k opětovné výstavbě města. Zdejší Staré město bylo znovu postaveno ve své dřívější předválečné podobě. Vedle rekonstrukce historických částí Varšavy se však objevila i nová architektura socialistického realismu. Vznikly nové dopravní tahy, jako např. trasa W-Z, která vede samým centrem města. Přes řeku Vislu byly vybudovány nové mosty. Staroměstské náměstí bylo ve Varšavě obnoveno v původní podobě v roce 1953. Zámecký palác byl dokončen roku 1984.
Po výstavbě nových obytných čtvrtí v 70. letech 20. století počet obyvatel města značně vzrostl. Od roku 1975 má Varšava nové hlavní nádraží a od roku 1995 i metro.
Komunistická vláda padla v roce 1989, poté, co proběhla jednání u kulatého stolu mezi představiteli komunistické strany a opozice, jež se konala v paláci Radziwill na ulici Krakowskie Przedmiescie. Od té doby ve Varšavě proběhl nebývalý ekonomický, kulturní a architektonický boom, který rychle pozměnil tvář města.